# Мерозигота
Мерозиго́та, или Меродипло́ид, — бактериальная клетка, диплоидная по части генетического материала, внесенной в эту клетку в процессе трансформации, трансдукции или конъюгации, но гаплоидная по остальной части генома. 
Примером формирования мерозиготы может служить передача F-фактора у бактерий в ходе сексдукции, когда F-фактор вырезается из клеток Hfr неточно и к нему оказываются прицеплены другие бактериальные гены. Поэтому при встраивании его в геном другой бактерии реципиент вместе с F-фактором получает второй набор части бактериальных генов, становясь, таким образом, диплоидной по ним.